# 740-es évek
Évszázadok: 7. század – 8. század – 9. század
Évtizedek: 690-es évek – 700-as évek – 710-es évek – 720-as évek – 730-as évek – 740-es évek – 750-es évek – 760-as évek – 770-es évek – 780-as évek – 790-es évek
Évek: 740 741 742 743 744 745 746 747 748 749